# L'uomo dei no
L'uomo dei no è un singolo di Giovanna pubblicato nel 2014 dalla Kicco.

## Tracce
1. L'uomo dei no (Paolo Limiti, Andrea Ferrante)